# Бундесвер
Бундесве́р (нем. Bundeswehr, МФА: [ˈbʊndəsˌveːɐ̯], произношениео файле, от Bund — «федерация» и Wehr — «оружие, оборона, сопротивление») — вооружённые силы Федеративной Республики Германия (Германии).

## История
Вооружённые си́лы Федерати́вной Респу́блики Герма́ния (ВС ФРГ) были созданы через десять лет после окончания Второй мировой войны, 7 июня 1955 года. В тот день было открыто министерство обороны Германии. Первые 100 добровольцев новой германской армии в Бонне 12 ноября 1955 года присягнули на верность отечеству в соответствии с традициями и ритуалом «старой германской армии». Однако название «бундесвер» появилось лишь в 1956 году.
Основанию германской армии предшествовало подписание соглашений в Париже в 1954 году, по которым на территории ФРГ был отменён оккупационный режим, восстановлен её государственный суверенитет. ФРГ приняли в НАТО. Кабинет канцлера Конрада Аденауэра принял новую конституционную концепцию армии под контролем парламента. В Основном законе страны был закреплён запрет на использование армии за пределами Германии. До 1957 года ВС ФРГ комплектовались по найму, но в 1957 году был введён призыв на обязательную военную службу.
На протяжении первых 40 лет после своего создания бундесвер, в соответствии с конституцией ФРГ, не участвовал в боевых операциях. Лишь в середине 1990-х годов ситуация изменилась. 12 июля 1994 года Конституционный суд Германии принял решение об отмене поправки 1982 года к 24-й главе Основного закона, запрещавшей участие бундесвера в военных операциях за рубежом. Решением Конституционного суда были сняты какие-либо «конституционные возражения» против участия Германии в санкционированных ООН операциях по установлению и поддержанию мира. Германские военнослужащие стали привлекаться к участию в миротворческих операциях за рубежом.
Федеральный канцлер Олаф Шольц, в феврале 2022 года, учредил специальный фонд в 100 млрд евро для модернизации германских вооружённых сил.
В 2024 году федеральный канцлер О. Шольц заявил, что ФРГ впервые достигнет за прошедшие десятилетия отметки в 2 % затрат на нужды обороны, от своего ВВП.

## Структура

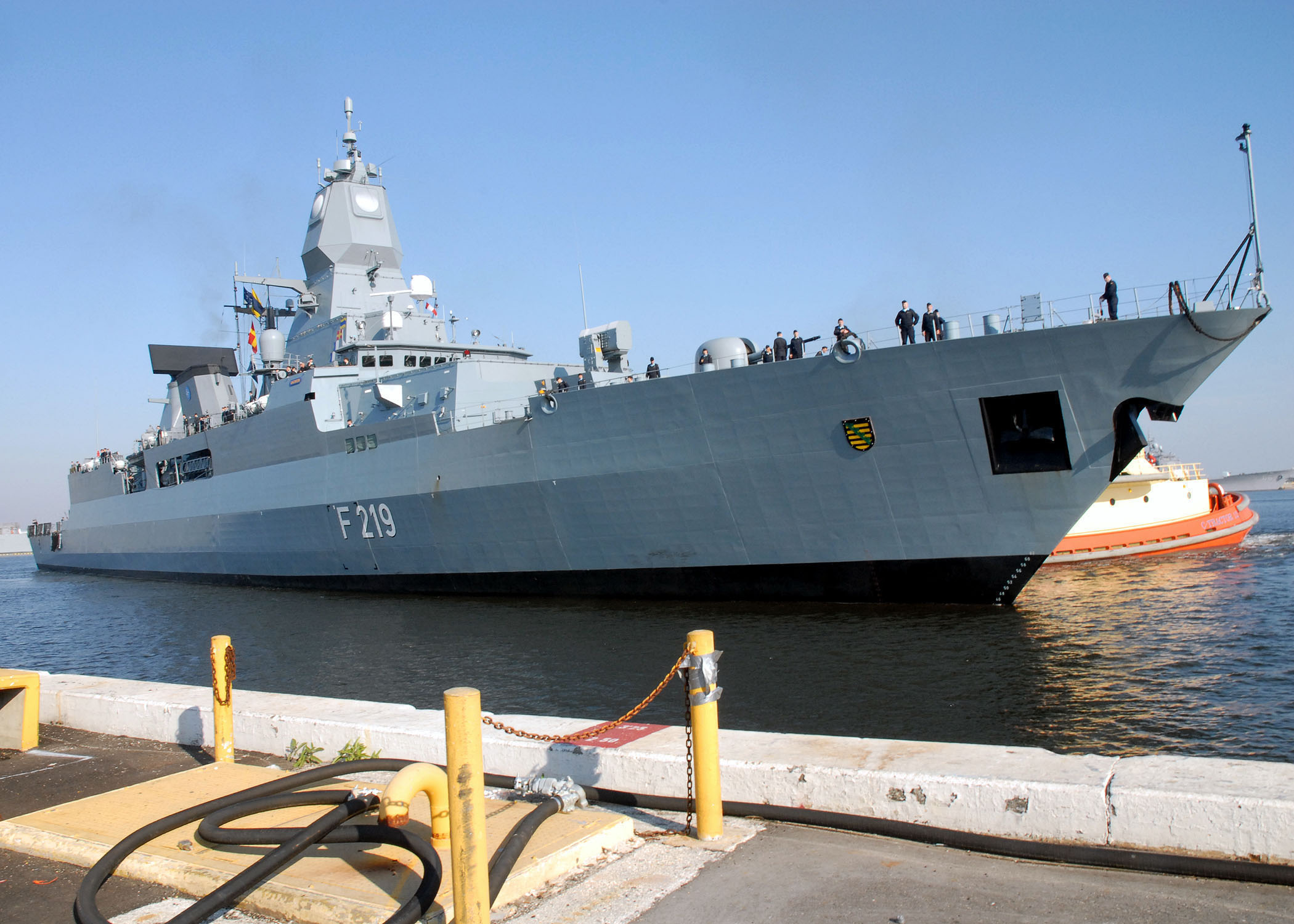
Фрегаты типа «Саксония»

Вооружённые силы ФРГ имеют трёхвидовую структуру (сухопутные войска, военно-воздушные силы и военно-морские силы). Также в качестве отдельных компонентов в составе ВС ФРГ в 2000 году созданы объединённые силы обеспечения и медико-санитарная служба.
Бундесвер состоит из вооружённых сил и гражданского управления. Главой ВС ФРГ является федеральный министр обороны, который является главнокомандующим в мирное время. В случае наступления необходимости оборонительных или наступательных действий командование переходит канцлеру Германии (статья 115b конституции Германии). Высшим званием в ВС ФРГ является звание генерал-инспектора, который хотя и носит звание генерала, тем не менее не является командующим ВС ФРГ. Должности командующего как таковой не существует. Ответственность за готовность соответствующих подразделений ВС ФРГ несут инспектора родов войск (Сухопутные войска, ВВС, ВМС) и военных управляющих структур (объединённые силы обеспечения, медико-санитарная служба).
Численность бундесвера существенно колебалась. Так, во времена холодной войны она составляла: в 1958 году: 174 700 военнослужащих и 55 600 человек гражданского персонала, в 1962—389 400 и 127 600 человек соответственно, в 1972—467 200 и 171 100 человек. На 1979 год численность военнослужащих бундесвера составила 496 000 человек, на 1992 год — 534 500 военнослужащих. Затем численность бундесвера стала сокращаться. Согласно принятой модели персонала, численность ВС ФРГ должна составить к 2011 году 204 тысячи военных и 75 тысяч гражданских.
С 2001 года сняты все ограничения на службу для женщин. До того времени женщины имели право служить только в медицинских и музыкальных частях. В 1994 году Верене фон Веймарн было присвоено звание врача-генерала, и, таким образом, она стала первой в истории Германии женщиной-генералом. По состоянию на 2006 год, в ВС ФРГ несут службу примерно 12 тысяч женщин. Примерно половина из них служит в санитарных частях. Женщины составляют примерно 6,2 % контрактников. В ВМС их доля составляет 8,4 %, в пехоте — 6,9 % и в ВВС — 4,9 %.

## Обязательная военная служба

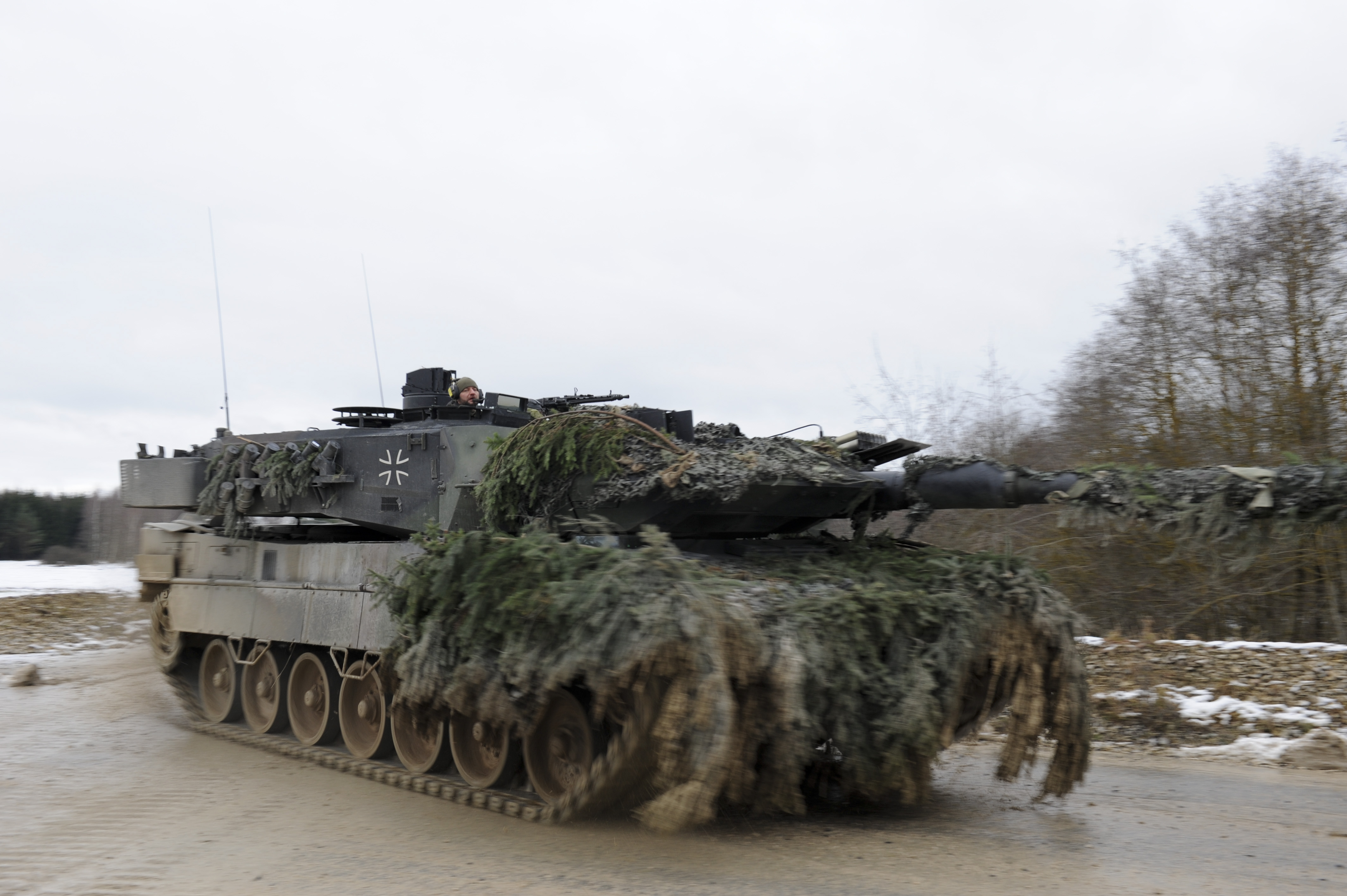
Основной боевой танк Leopard 2A6 104-го танкового батальона 10-й танковой дивизии сухопутных войск ФРГ в ходе учений Iron Panzer на полигоне Графенвёр в Баварии. 8 декабря 2011

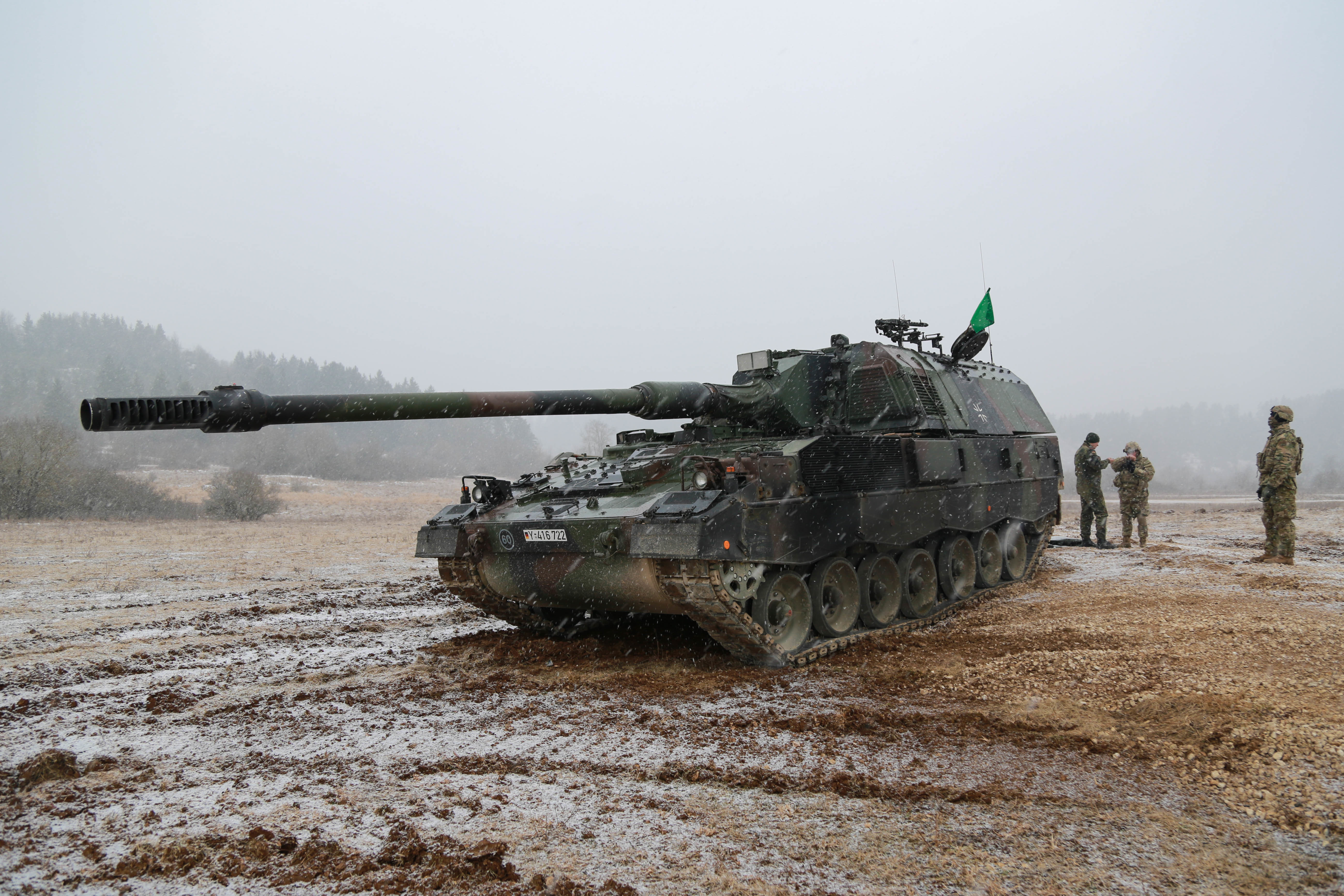
САУ PzH 2000 131-го самоходного артиллерийского дивизиона 10-й танковой дивизии СВ ФРГ в ходе учений Dynamic Front на полигоне Графенвёр в Баварии. 6 марта 2018 года

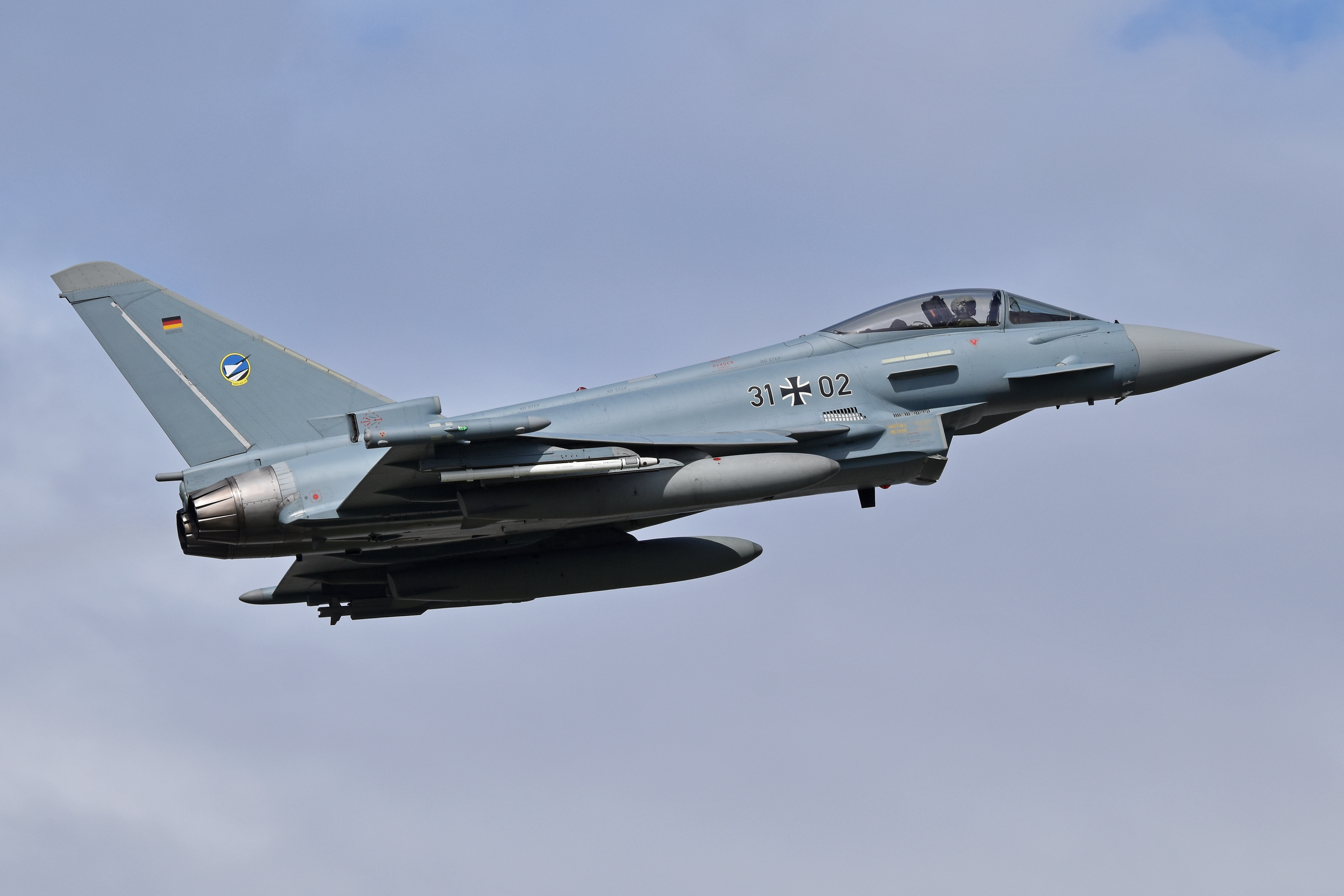
Многоцелевой истребитель Typhoon 74-го тактического крыла ВВС Германии. 24 мая 2019

До 1 июля 2011 года в Германии службу в обязательном порядке проходили по призыву все совершеннолетние граждане страны (6 месяцев военной службы или альтернативная трудовая служба в социальных и благотворительных организациях). Число призывников в составе ВС ФРГ варьировалось в диапазоне от 60 до 80 тысяч военнослужащих, которые служат в течение 6 месяцев. Приблизительно треть из них по окончании срочной службы изъявляло желание остаться на сверхсрочную службу до 23 месяцев и считались после этого призывниками-добровольцами. Помимо этого, в ВС ФРГ служат контрактники (срок их службы составляет от 2 до 12 лет) и кадровые военные, численность которых достигает свыше 250 тысяч человек.
Военнообязанными являлись все мужчины-граждане Германии в возрасте от 18 до 45 лет, а в случае обороны страны (Verteidigungsfall) — и до 60 лет. Законом предусматривались следующие виды службы на основе воинской обязанности:
1. Основная обязательная военная служба (Grundwehrdienst).
2. Прохождение учебных сборов (Wehrübungen).
3. Бессрочная служба в период Verteidigungsfall.

Лица, призываемые впервые, называются рекрутами. Призыв для прохождения Grundwehrdienst проводится в том календарном году, в котором рекруту исполняется 19 лет. Лица, имевшие отсрочку от призыва, могут быть призваны в дальнейшем до достижения ими возраста 25 лет. В отдельных оговорённых законом случаях призыв может быть осуществлён до достижения ими 28 и даже 32 лет. Срок обязательной службы — 6 месяцев, по завершении которого можно продлить службу на 1—14 месяцев в добровольном порядке (freiwilliger zusätzlicher Wehrdienst im Anschluss an den Grundwehrdienst). Находящиеся в резерве военнообязанные могут периодически призываться на учебные сборы (Wehrübungen). Продолжительность сборов не превышала трёх месяцев, а суммарное время привлечения на все виды сборов для рядового состава — не более 9 месяцев. После достижения 35-летнего возраста общее время привлечения на сборы не должно превышать 3 месяца. Следует заметить, что законом предусмотрена возможность добровольного досрочного призыва по достижении полных 18 лет. В этом случае требуется согласие родителей. В ВС ФРГ 49 % составляют солдаты, призванные на основе Закона о воинской обязанности, в том числе 10,7 % находятся на добровольной дополнительной службе.
Служба на основе добровольного обязательства бывает двух видов: бессрочная (Berufssoldaten) и на определённое время (Soldaten auf Zeit). Berufssoldaten составляют профессиональный костяк армии. К ним относятся все проходящие на основе добровольных обязательств бессрочную службу офицеры и унтер-офицеры в звании фельдфебеля. Предельный возраст службы для Berufssoldaten — 65 лет. Soldaten auf Zeit также являются профессиональным контингентом. К ним относятся офицеры и унтер-офицеры, проходящие службу в течение определённого срока на основе добровольных обязательств. Предельный возраст службы для Soldaten auf Zeit — 60 лет. Berufssoldaten и Soldaten auf Zeit составляют 51 % (в том числе около 11 % офицеров) от общей численности вооружённых сил ФРГ.
В Германии реализовано конституционное право военнообязанных, внутренним убеждениям которых претит военная служба с оружием, отказаться от неё в установленном порядке (Kriegsdienstverweigerungsgesetz). В соответствии с Законом о гражданской службе (Zivildienstgesetz) они привлекаются к альтернативной гражданской службе, как правило, в социальной сфере. Продолжительность альтернативной службы на 1 месяц дольше обязательной военной службы и в настоящее время составляет 10 месяцев. Организацией гражданской службы занимается Федеральное ведомство (Bundesamt für Zivildienst), которое и распределяет военнообязанных этой категории по социальным объектам. В 1960 г., когда был введён Закон о гражданской службе, от «отказников» поступило 5,5 тысяч заявлений, а в 1999 г. — 173,3 тысячи. Всего же к настоящему времени число «отказников» всех возрастов составляет более 2,5 млн, что создаёт значительные сложности при каждом очередном призыве в бундесвер. Однако государство не идёт по пути ужесточения законодательства, а проводит эффективные военные реформы, при которых сокращается общая численность вооружённых сил, но их боевые возможности, тем не менее, адекватны сегодняшней ситуации в стране и в мире.
С 1 июля 2011 года обязательный воинский призыв в армию Германии прекращён. Таким образом, бундесвер перешёл к полностью профессиональной армии.

## Организация

### Сухопутные войска
В организационном отношении сухопутные войска (Heer) состоят из подразделений (отделение, взвод, рота), частей (отдельный батальон, полк), соединений (бригада, дивизия). В своём составе сухопутные войска имеют различные рода войск, специальные войска и службы. Всего в составе сухопутных сил: 23 бригады (9 развёрнутых мотопехотных, 2 воздушно-десантные, 2 тылового обеспечения, горнопехотная, воздушно-десантная, армейской авиации, артиллерийская, инженерная, ПВО, войск РХБЗ, а также 3 мотопехотные сокращённого состава); командование сил специального назначения; немецкий компонент франко-германской бригады.

### Военно-морские силы
Военно-морские силы (Marine) включают: флот, морскую авиацию и подразделения специального назначения (Морская пехота, SEK M). Руководство военно-морскими силами осуществляет инспектор ВМС через главный штаб ВМС. Ему подчинены оперативное командование и центральное управление. Военно-Морской Флот является главной составляющей и основой морского потенциала Германии, одним из инструментов внешней политики государства и предназначен для обеспечения защиты интересов Германии и её союзников в Мировом океане военными методами, поддержания военно-политической стабильности в прилегающих к ней морях, военной безопасности с морских и океанских направлений.

### Военно-воздушные силы
Военно-воздушные силы (Luftwaffe) возглавляет инспектор, который осуществляет руководство ими через главный штаб ВВС. Общая численность люфтваффе составляет 34 тысячи военнослужащих, в их составе: 4 дивизии, включающие разведывательную, 4 истребительно-бомбардировочных, 3 истребительных эскадры и 4 эскадры ПВО, 4 района управления оперативным применением, а также батальон прикрытия объектов; командование военно-транспортной авиации, включающее 3 эскадры ВТА и авиагруппу перевозок министерства обороны Германии; командование оперативного управления ВВС; 2 полка материально-технического обеспечения и центр обслуживания вооружений.

### Войска защиты кибер- и информационного пространства
Войска защиты кибер- и информационного пространства (Cyber- und Informationsraum) возглавляет инспектор в звании генерал-лейтенант. Это новейшая категория сил Бундесвере, воссоздана 5 апреля 2017 года из частей, которые до этого момента были в составе Объединённых сил обеспечения, такие как подразделения связи, радиоэлектронной борьбы и разведки, психологических операций и топографического обеспечения.

### Объединённые силы обеспечения
Объединённые силы обеспечения (Streitkräftebasis) возглавляет инспектор в ранге заместителя генерального инспектора бундесвера. С завершением формирования ОСО, на них планируется возложить задачи управления, обеспечения и обучения. В числе наиболее важных функций нового компонента ВС названы следующие: оперативное управление, централизованное обеспечение, обработка информации, обеспечение обороны национальной территории, содержание складов центрального подчинения.

### Медико-санитарная служба
Медико-санитарную службу (Zentrale Sanitätsdienst) Бундесвера возглавляет инспектор, в распоряжении которого находится около 23 тысячи военнослужащих. Оперативному командованию медико-санитарной службы подчинено оперативное командование МСС и четыре военных округа. В апреле 2001 года началось формирование центрального управления МСС.

## Современное состояние
В начале 2023 года издание The Economist отметило ограниченую боеспособность Бундесвера. Вооруженные силы Германии, по словам журналистов, истощены из-за многолетнего сокращения финансирования и военной помощи Украине. Согласно информации от военных политиков федерального парламента Германии, представителей военной промышленности и других экспертов, по состоянию на октябрь 2022 года бундесвер имел на складах такое небольшое количество боевых патронов и боеприпасов, что их хватило бы только на один-два дня военного времени.
The Economist отмечает, что плачевное состояние бундесвера ни для кого не стало новостью, но озаботились им только после начала российского вторжения на Украину. До этого, политические лидеры Германии лишь наблюдали за тем, как истощаются их вооруженные силы. В итоге, по мнению издания, бундесвер утратил способность защищать Германию и выполнять свои обязательства перед НАТО и мог задействовать только несколько сотен человек для боевых действий в горячих точках, вроде Афганистана и Мали.
По информации издания группы RedaktionsNetzwerk Deutschland (RND) со ссылкой на представителя министерства по делам семьи, пожилых людей, женщин и молодёжи ФРГ, за 2022 год в бундесвере практически в пять раз увеличилось количество рапортов об увольнении с воинской службы. Основным обоснованием этих требований послужило то, что немецкие военнослужащие не ожидали начала войны, под которой они имели ввиду боевые действия на Украине и их возможную эскалацию.  
В 2022 году, в свете вторжения России на Украину, канцлер Олаф Шольц объявил о серьёзном изменении политики и плане увеличения мощи немецких вооружённых сил, выделив 100 миллиардов евро из бюджета на нужды армии и устранения многолетней недостаточности инвестиций, достигнув уровня расходов на оборону в размере 2% от валового внутреннего продукта в соответствии с требованиями НАТО.
По оценке профессора военной истории Потсдамского университета и ведущего специалиста  в области современных немецких вооруженных сил Зёнке Найтцеля, в 2023 году Германии необходимо не менее 15 лет, чтобы подготовиться к войне. В частности, эксперт отметил сокращение численности войск, которая и так меньше запланированного количества военнослужащих в 203 тыс на 30 тыс. При этом Германии необходимо еще порядка 60 тыс резервистов при имеющихся 34 тыс. По информации Зёнке, Бундесверу не хватает БПЛА, ПВО и боеприпасов. Ряд генералов также отметили глубокие структурные проблемы в армии Германии, среди которых, например, трудности перемещения техники по территории страны, поскольку в каждой из 16 земель ФРГ действуют свои правила передвижения бронемашин.

## Немецкие военные силы за рубежом

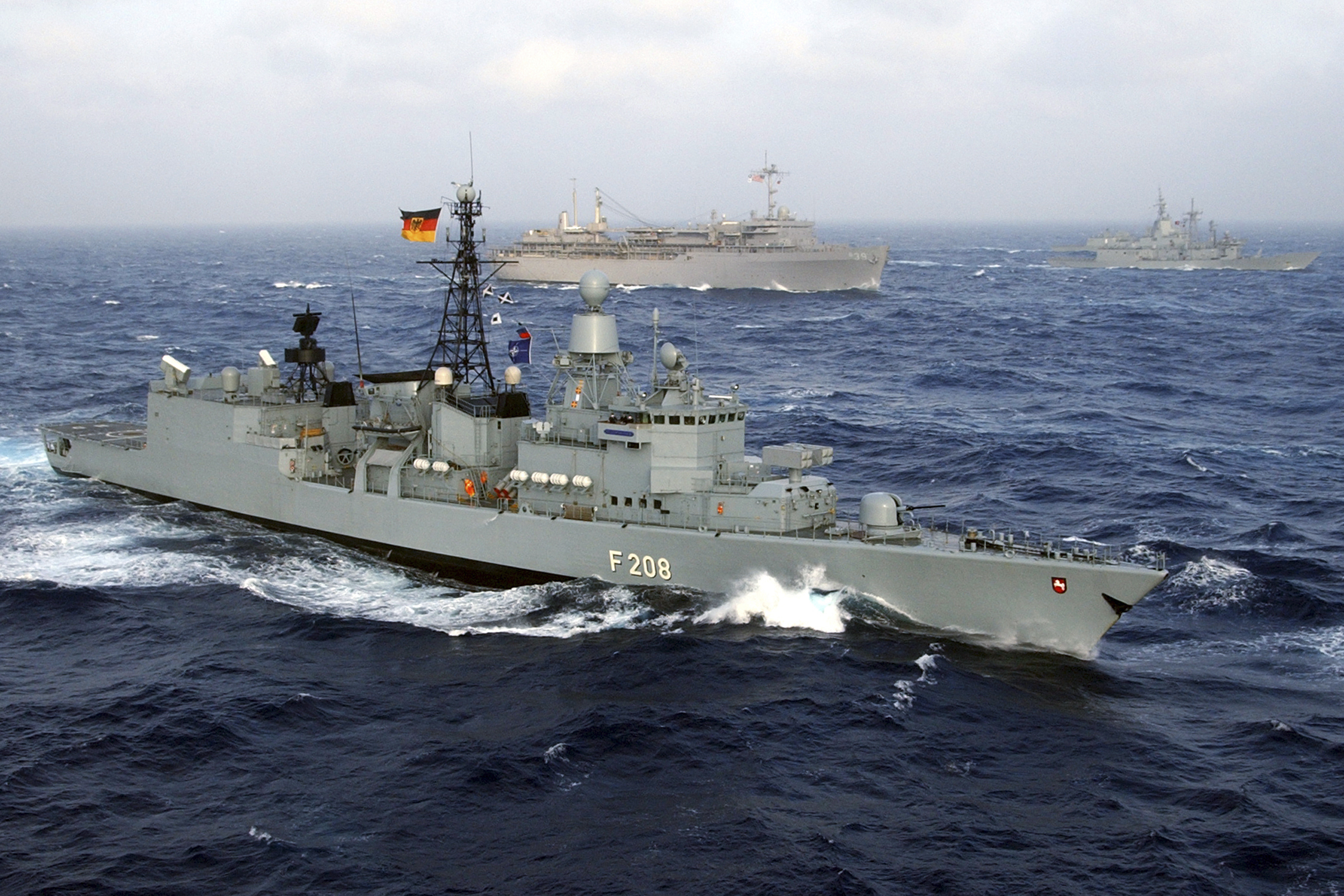
Группировка кораблей ВМС Германии, патрулирующих территориальные воды Ливана

В городе Термезе (Узбекистан) Германия арендует авиабазу, за которую, по состоянию на 2015 год, вносит арендную плату в размере 35 млн евро в год. По данным за 15 августа 2024 г., текущие операции за рубежом осуществляются Бундесвером в рамках следующих миротворческих миссий, в которых задействованы 876 военнослужащих и персонала:
- KFOR в Косово — 305 чел.
- EUFOR в Боснии и Герцеговине — 36 чел.
- Sea Guardian в Средиземном море — 42 чел.
- EUNAVFOR MED IRINI в Средиземном море — 18 чел.
- UNIFIL в Ливане — 115 чел.
- Operation Counter Daesh в Ираке и Иордании  — 292 чел.
- MINURSO (Западная Сахара) — 4 чел.
- UNMISS в Южном Судане — 13 чел.
- STRATAIRMEDEVAC (Германия) — 51 чел.

## Священнослужители в бундесвере
Религиозному воспитанию в вооружённых силах Германии всегда уделялось серьёзное внимание. Хотя законодательства о военном духовенстве до 1919 года там не было, но уже в конце XV века в штате немецкого полка ландскнехтов состоял полковой капеллан.
В 1919 году было создано военно-духовное управление, которое входило в судное отделении пенсионного и судебного департамента. Во главе управления стояли полевой главный евангелический и полевой главный католический священники. В Пруссии же военное духовенство евангелической церкви находилось в заведовании военного обер-пастора (Militär-Oberpfarrer). В родах войск военное духовенство подчинялось старшему пастору. Религиозные потребности лютеран и католиков удовлетворялись отдельно.
Резиденция старшего пастора ВМС Германии находилась в городе Киле. Каждый священник военного флота Германии имел в своём ведении до 4 кораблей, на которых он по воскресениям поочередно совершал богослужения. Кроме того, пастор два раза в неделю являлся на корабль для беседы с командой. Для бесед, которые носили обычно религиозный и военно-исторический характер, выделялось служебное время. На время беседы вся команда корабля освобождалась от работ.
С вступлением в силу Веймарской конституции 1919 года государство и церковь в Германии стали независимыми друг от друга. Но в основном законе республики было закреплено право военнослужащих на удовлетворение религиозных потребностей.
После Второй мировой войны между церковью и бундесвером сложились новые отношения, отличающиеся от моделей деятельности военного духовенства в других странах Запада.
В статье 4 Конституции Германии говорится: «Свобода веры, совести и свобода религиозного и мировоззренческого исповедания неприкосновенны Беспрепятственное исполнение предписаний религии гарантируется». О том же идёт речь в статье 36 закона о военнослужащих, принятого в 1956 г.: «Военнослужащий имеет право на получение духовного окормления и беспрепятственное исполнение религиозных обязанностей. Военнослужащие принимают участие в богослужениях на основе добровольности». В августе 1956 года министр обороны подписал директиву бундесвера ZDV 66/1 об организации военно-церковной службы в войсках. В директиве определена организация духовного воспитания в вооружённых силах и поставлены соответствующие задачи священнослужителей и командиров частей, показаны формы деятельности военных священников. Директива предусматривает участие священников в работе советов по вопросам «внутреннего руководства» при командирах частей и обязывает проводить богослужения, исполнять религиозные обряды, организовывать досуг военнослужащих, занятия по вопросам морали и нравственности, групповые и индивидуальные беседы с военнослужащими. В июле 1957 года был принят закон «О духовном обслуживании армии», в соответствии с которым, деятельность военно-церковной службы финансируется в основном из государственного бюджета. Общее руководство этой службой возложено на евангелического и католического военных епископов.
Военный ординариат Германии (англ. The Military Ordinariate of Germany, нем. Katholische Militärseelsorge) — территориальная единица в Римско-католической церкви, приравненная к епархии, созданная для пастырского попечения над католиками-военнослужащими. С 24 февраля 2011 года Военным ординариатом Германии руководит Его Превосходительство Франц-Йозеф Овербек (Franz-Josef Overbeck), который также является епископом Эссена (с 28 октября 2009 года).
Также в бундесвере представлены священники протестантской (евангелической) церкви. Лютеранский военный епископ назначается Советом Евангелической церкви Германии по согласованию с федеральным правительством.
Общее число служащих в бундесвере католических и протестантских капелланов около 90. В бундесвере работают не менее 4 раввинов: 2 ортодоксальных - от ORD, и 2 от либерального движения.